# Список умерших в 1797 году
В этой статье представлен список известных людей, умерших в 1797 году.
См. также: Категория:Умершие в 1797 году

## Январь
- 13 января — Елизавета Кристина Брауншвейгская (81) — королева Пруссии, супруга Фридриха Великого.
- 28 января — Антон Головатый (точный возраст неизвестен) — казачий атаман, войсковой судья, один из основателей и администратор Черноморского казачьего войска, инициатор переселения черноморских казаков на Кубань.

## Февраль
- 20 февраля — Доменико Мерлини (66) — итальянско—польский архитектор.
- 22 февраля — Карл Фридрих Мюнхгаузен (76) — немецкий барон, потомок древнего нижнесаксонского рода Мюнхгаузенов, ротмистр русской службы, историческое лицо и литературный персонаж.
- 26 февраля — Иван Чернышёв (70) — генерал-фельдмаршал по флоту, президент Адмиралтейств-коллегии, владелец усадьбы Александрино.

## Апрель
- 11 апреля — Екатерина Черкасова (69) — гофмейстерина императрицы Елизаветы Петровны.

## Май
- 1 мая — Иоганн Альксингер (42) — австрийский поэт и юрист.
- 27 мая — Гракх Бабёф (36) — французский революционный коммунист-утопист, руководитель движения «во имя равенства» во время Директории; казнён.

## Август
- 11 августа — Алексей Сенявин (74) — российский адмирал, командующий Донской и Азовской военными флотилиями.
- 29 августа — Джозеф Райт (62) — один из выдающихся британских живописцев XVIII века.

## Октябрь
- 10 октября - Агуй (80) - китайский военачальник и государственный деятель во времена династии Цин.
- 12 октября — Пьер де Желиотт (84) — французский певец и композитор.
- 26 октября — Пётр Мелиссино — первый русский генерал от артиллерии.

## Ноябрь
- 16 ноября — Фридрих Вильгельм II (53) — король Пруссии с 17 августа 1786 года.
- 26 ноября — Иван Шувалов (70) — российский государственный деятель, генерал-адъютант (1760), фаворит императрицы Елизаветы Петровны, меценат, основатель Московского университета и Петербургской Академии художеств.

## Декабрь
- 6 декабря — Иван Голицын (66) — генерал-адъютант императора Петра III, впоследствии генерал от инфантерии, Действительный тайный советник.
- 15 декабря — Константин Натанаэль фон Залемон (87) — генерал-лейтенант армии королевства Пруссии.
- 19 декабря — Франческо Сабатини (75) — итальянский архитектор, работавший в основном в Испании.
- 23 декабря — Фридрих II Евгений (65) — герцог Вюртембергский с 1795 по 1797; его сыновья стали основателями пяти ветвей Вюртембергского дома.